# Moara Vlăsiei, Ilfov
Moara Vlăsiei este satul de reședință al comunei cu același nume din județul Ilfov, Muntenia, România. Se află pe râul Cociovaliștea. Are stație de cale ferată pe linia București–Urziceni. Satul s-a format în 1968 prin unirea satelor Moara Săracă, Pășcani și Canela din comuna Căciulați, a cărei reședință a devenit.